# Şayan Kadin
Şayan Kadın (turco ottomano: lett. "meritevole"; nata Safiye Zan; Anapa, 4 gennaio 1853 – Istanbul, 15 marzo 1945) è stata una consorte del sultano ottomano Murad V.

## Biografia

### Origini
Şayan Kadın nacque il 4 gennaio 1853 ad Anapa. Il suo nome di nascita era Safiye Zan ed era figlia del nobile Zan Batir Bey. Era anche una parente dello studioso Sıddık Molla.
Da bambina venne mandata alla corte ottomana di Istanbul, dove prese nome Şayan Hanim.
È stata descritta come una donna di rara bellezza, coi capelli dorati, magnifici occhi blu e carnagione rosea e delicata. 

### Matrimonio
Nel 1868 Murad V, allora Şehzade e Valiahd (erede al trono), la notò e la chiese come terza consorte. Si sposarono il 5 febbraio 1869 a Palazzo Dolmabahçe. Divenne presto la favorita, tanto da attirare la gelosia delle altre due consorti di Murad, Mevhibe Hanim e Reftarıdil Hanim.
Poco dopo, Şayan rimase incinta. Era allora vietato ai principi ottomani avere figli prima di salire al trono, e il sultano Abdülaziz, zio di Murad, aveva già fatto due volte un'eccezione per lui, che aveva quindi avuto un figlio nel 1861, Şehzade Mehmed Selaheddin, e uno nel 1866, Şehzade Süleyman, morto nello stesso anno. Questa volta Pertevniyal Sultan, madre e Valide Sultan di Abdülaziz, la quale aveva Murad in forte antipatia perché esisteva una fazione che lo avrebbe preferito sul trono al posto di suo figlio, pretese che le regole fossero rispettate e che Şayan venisse fatta abortire. Murad si rivolse di nuovo ad Abdülaziz, che lo aiutò a trasferire Şayan in una delle ville della corona in città, dove Mehmed Emin Pasha, il medico inviato per l'aborto, le diede un semplice palliativo e riferì invece a Pertevniyal che l'aborto era stato eseguito. Şayan partorì quindi una figlia, Hatice Sultan, che crebbe nascosta nella villa paterna a Kurbağalıdere fin quando Murad salì al trono. 

### Consorte imperiale
Nel 1876 Abdülaziz venne deposto e pochi giorni dopo, il 4 giugno, morì in circostanze sospette.
Murad V divenne sultano e Şayan venne elevata al rango di Terza Consorte, col titolo Şayan Kadın, mentre la loro figlia Hatice fu portata a Palazzo Dolmabahçe e riconosciuta come principessa.
Dopo soli 93 giorni, però, Murad V fu deposto dal suo fratellastro Abdülhamid II per supposta incapacità mentale e rinchiuso, con tutta la sua famiglia, nel Palazzo di Çırağan.
Nel 1878 ci fu un tentativo di liberarlo e rimetterlo sul trono, organizzato da alcuni fratellastri di Murad contrari al governo di Abdülhamid II (Şehzade Selim Süleyman, Şehzade Ahmed Kemaleddin, Fatma Sultan e Seniha Sultan) e portato avanti da Ali Suavi. Il tentativo fallì e Abdülhamid rese la prigionia di Murad ancora più severa. Fece montare nuove porte in ferro e grate alle finestre. Murad, spaventato dal rumore, mandò Şayan a controllare. Lei pianse quando vide cosa stavano facendo, e tentò di nascondere la verità a Murad, dicendo che stavano solo riparando alcuni danni provocati dall'assalto. Murad non le credette e pretese di andare a verificare da solo. Di fronte alla verità, rimproverò bonariamente la donna, ridendo amaramente e dicendo: "Bhé, cara, non è proprio come mi hai detto". 

### Ultimi anni
Murad V morì a metà del 1904. Secondo la sua più giovane consorte, Filizten Hanım, la causa non sarebbero state le sue malattie fisiche e mentali, ma il dolore e la vergogna causati dallo scandalo che in quei giorni coinvolgeva sua figlia con Şayan, Hatice Sultan, che aveva una relazione col marito di sua cugina Naime Sultan ed era stata accusata di aver voluto avvelenare lei e suo marito per sposare il suo amante. 
Dopo la morte di Murad le consorti e i figli furono liberati e alla fine tutti lasciarono il Palazzo, ma Şayan pretese invece di rimanere a Palazzo di Çırağan, dichiarando: "Il mio padrone è morto qui, prigioniero, e qui morirò anch'io". 
Visse in solitudine nel Palazzo per molti anni, dopo che due altre consorti, Resan Hanım, inizialmente rimasta a farle compagnia, se ne andò nel 1908 per vivere con sua figlia Fatma Sultan, e Remzşinas Hanim fu inviata a Bursa nel 1910. Rifiutò di andarsene anche quando nel 1915 il CPU le annullò lo stipendio e cadde in povertà. La principessa abcasa Leyla Açba la incontrò a una cena ospitata dal califfo Abdülmecid II e fu incantata dalla sua intelligenza, eloquenza e gentilezza. Era anche molto legata a Şehzade Ali Vasib, che la chiamava "terza nonna".
Fu infine costretta ad andarsene dal Palazzo nel 1924, quando la dinastia ottomana venne esiliata, inclusa sua figlia, e le loro proprietà espropriate dalla neo Repubblica. Şayan andò a vivere a Ortaköy, un distretto di Istanbul, nella casa di Reftarıdil Kadın, seconda consorte di Murad, che si era offerta di ospitarla.

### Morte
Morì il 15 marzo 1945, durante l'occupazione di Istanbul nel corso della seconda guerra mondiale. Fu l'ultima fra le consorti di Murad a morire. Negli ultimi anni soffriva di demenza senile e continuava a urlare in preda al panico che i soldati di Abdülhamid II stavano venendo a prenderli, credendo di essere ancora all'epoca della deposizione del marito. Non è noto dove sia stata sepolta.

## Discendenza
Da Murad V, ebbe una figlia:
- Hatice Sultan (5 aprile 1870 - 19 marzo 1938). Si sposò due volte ed ebbe due figli e due figlie.

## Cultura popolare
- Şayan è un personaggio del romanzo storico di Ayşe Osmanoğlu The Gilded Cage on the Bosphorus (2020)[12].